# 沙尖子镇
沙尖子镇，是中华人民共和国辽宁省本溪市桓仁满族自治县下辖的一个乡镇级行政单位。

## 行政区划
沙尖子镇下辖以下地区：
影壁山村、晓阳村、干沟子村、北沟村、下甸子村、沙尖子村、秋皮沟村和闹枝沟村。